# Tegula pellisserpentis
Tegula pellisserpentis är en snäckart som beskrevs av Charles Thorold Wood 1828. Tegula pellisserpentis ingår i släktet Tegula och familjen pärlemorsnäckor. Inga underarter finns listade i Catalogue of Life.